# Lenguas wik
Los idiomas Wik son una subdivisión de las lenguas pama que consiste en dieciséis idiomas, todos hablados en la Península del Cabo York, en Queensland, Australia. Esta agrupación fue propuesta por primera vez por R. MW Dixon.
ECada uno de los dialectos Kugu-Muminh puede tener el prefijo Wik- en lugar de Kugu-. Wik Paach no es un idioma Wik a pesar de su nombre.
Los idiomas son los siguientes; a menudo, varios dialectos se consideran idiomas separados:
- Wik-Ngathan (incl. Dialecto Wik-Ngatharr)
- Wik-Me'nh
- Wik-Mungkan
- Wik-Ompom (Ambama) †
- Kugu Nganhcara (incl. Dialecto gugu uwanh) †
- Ayabadhu †
- Pakanha †

El idioma de la isla Flinders y el idioma Barrow Point aparentemente eran Wik.